# Věkoše

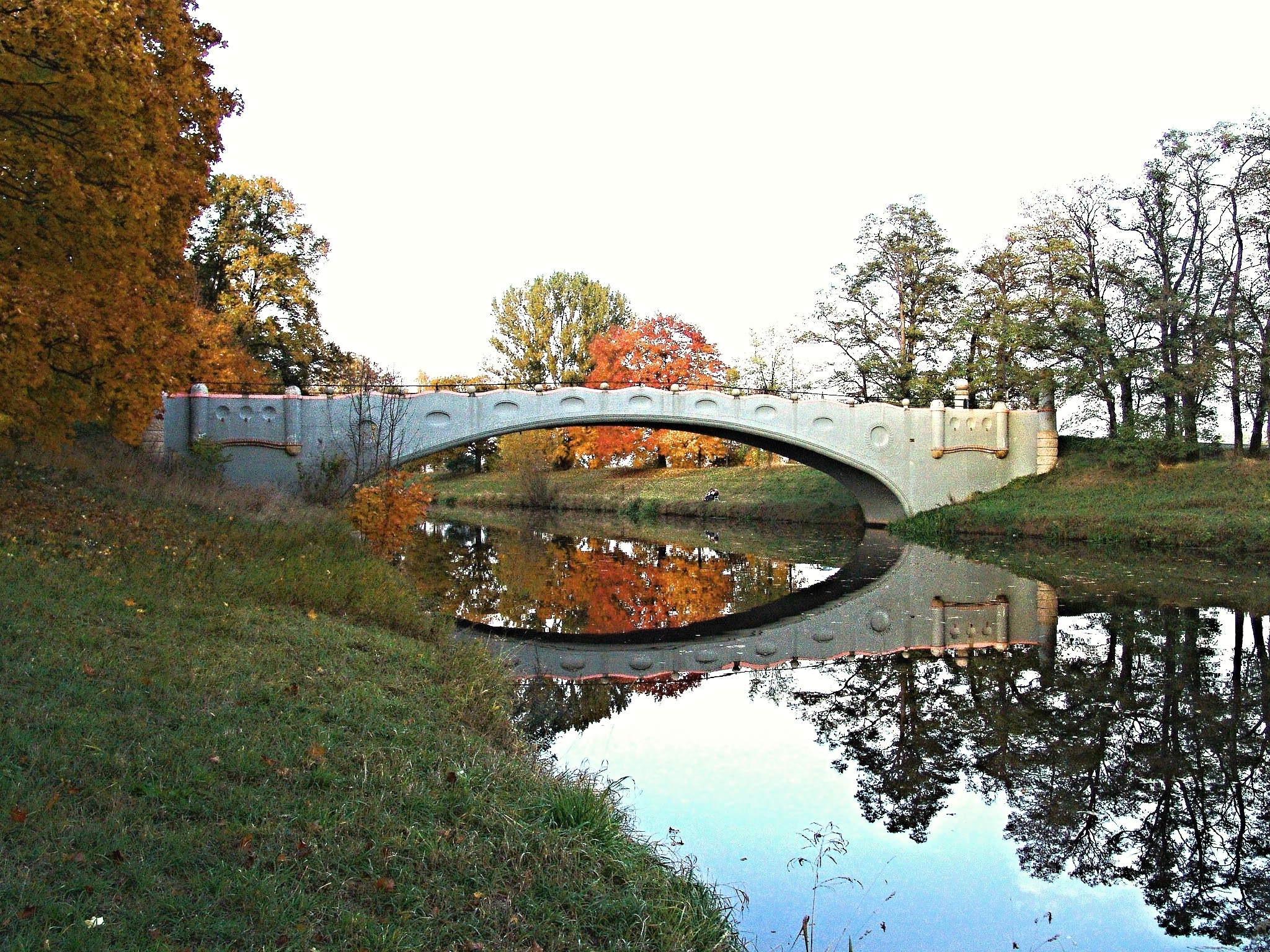
Elbbrücke Kameňák nach Plácky

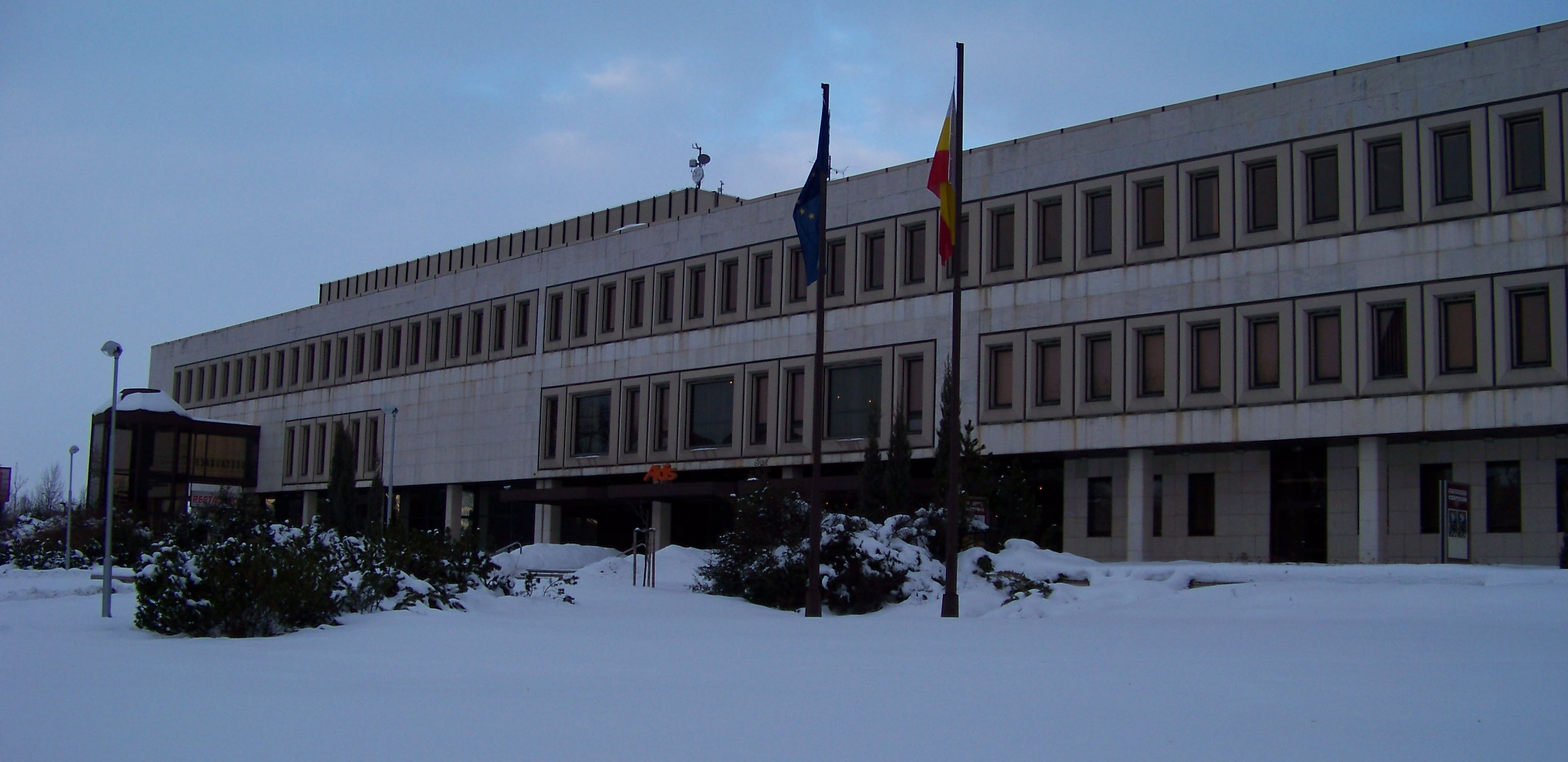
Kongresszentrum Aldis

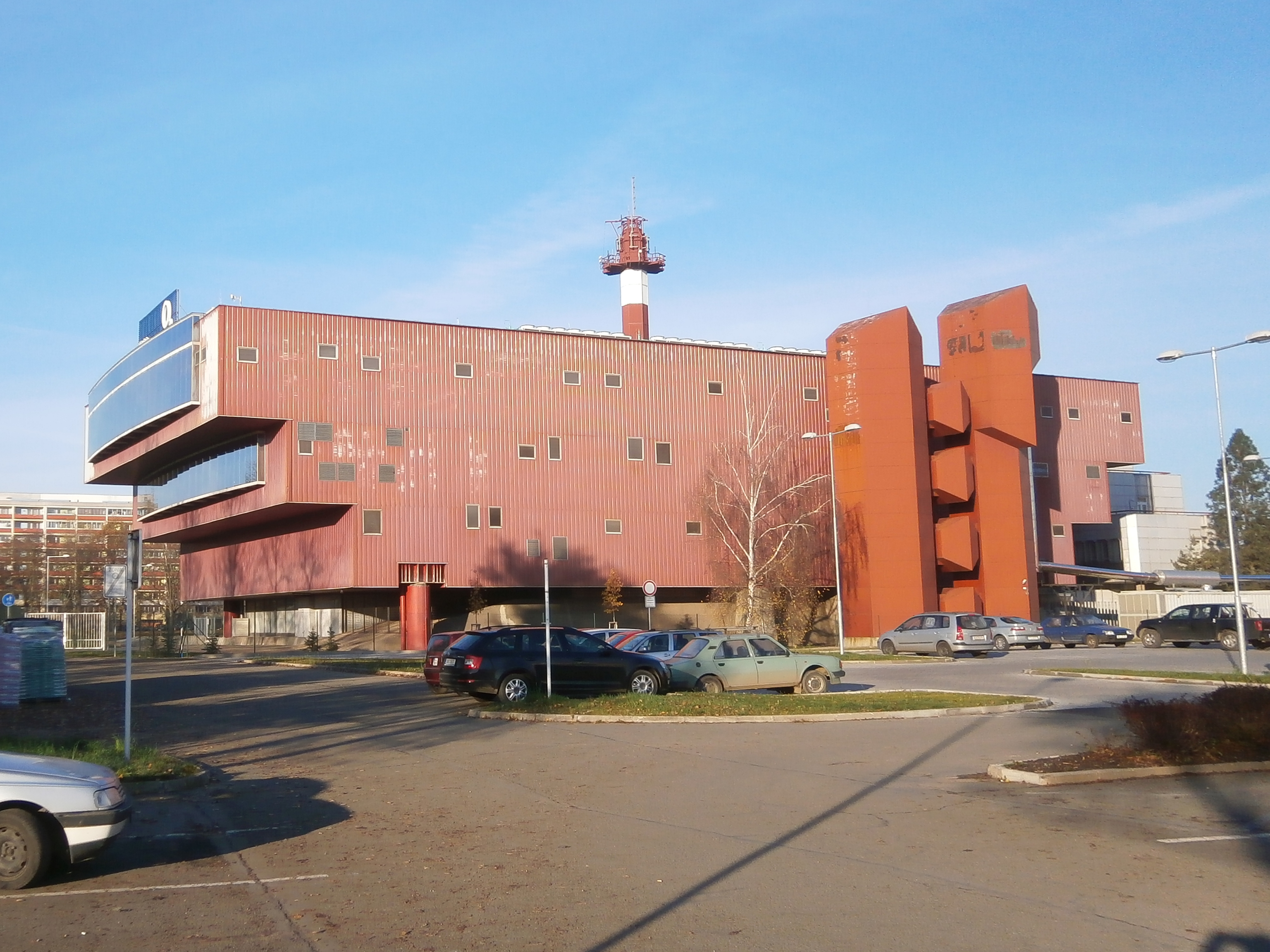
Transittelefonzentrale

Věkoše (deutsch Wiekosch) ist ein Ortsteil der Stadt Hradec Králové in Tschechien. Er liegt nördlich des Stadtzentrums von Hradec Králové und gehört zum Okres Hradec Králové.

## Geographie
Věkoše erstreckt sich linksseitig der Elbe zwischen dem Fluss und dem Bach Piletický potok in der Východolabská tabule (Tafelland an der östlichen Elbe). Nördlich liegt der Flugplatz Hradec Králové, er gehört anteilig zu Věkoše und Rusek. Durch den südlichen Teil der Gemarkung führt die Bahnstrecke Chlumec nad Cidlinou–Międzylesie.
Nachbarorte sind Správčice im Norden, Rusek im Nordosten, Pouchov im Osten, Slezské Předměstí im Südosten, Pražské Předměstí im Südwesten, Plácky im Westen sowie Kydlinov und Předměřice nad Labem im Nordwesten.

## Geschichte
Archäologische Funde zwischen Správčice und Kydlinov sowie zwischen Věkoše und Pouchov belegen eine frühzeitliche Besiedlung der Gegend. Den bedeutendsten Fund bildete dabei eine Steinaxt.
Die erste schriftliche Erwähnung erfolgte 1225, als König Ottokar I. Přemysl der Stadt Hradec Králové im Zuge ihrer Erhebung zur Königsstadt das Dorf Vesce, das als das heutige Věkoše betrachtet wird, schenkte. Erster nachweislicher Besitzer des Dorfes war das Kloster und Spital des hl. Antonius in Königgrätz. Anschließend gehörte es der Stadtgemeinde Königgrätz und danach dem Nevinius de Vicus aus der Mauthner Vorstadt. Der Ortsname leitet sich vom alttschechischen Namen Wiekoss her. Im Jahre 1377 wurde der Ort in einer lateinischen Schrift als Vicus bezeichnet. In diesem Jahre überschrieb Anna Bydžovská den Hof Vicus dem Antoniuskloster, das ihn bis 1503 hielt. Zu den nachfolgenden Besitzern des Hofes gehörten u. a. ab 1547 die Herren Dohalský von Dohalice und zum Ende des 16. Jahrhunderts Adam Konecchlumský von Konecchlumí. Während des Dreißigjährigen Krieges wurde der Hof von Truppen des schwedischen Generals Torstensson niedergebrannt. 1650 ließ die Stadtgemeinde den Hof wieder aufbauen.
Im Zuge der Raabisation ließ die Herrschaft Königgrätz 1781 den Hof emphyteutisieren und das Dorf Wiekosch gründen. Am 24. Januar 1786 wurde der Vertrag über die Landaufteilung zwischen der Herrschaft und den Siedlern sowie den Freikauf vom Robot abgeschlossen. 1789 standen in dem Dorf 27 Häuser. 1791 erfolgte der Abbruch des Speichers, der Erlös aus dem Verkauf als Baumaterial wurde zum Bau der Kirche St. Pauli in Pauchow verwendet.
Im Jahre 1836 bestand das im Königgrätzer Kreis gelegene Dorf Wiekosch bzw. Wěkoš aus 31 Häusern mit 181 Einwohnern. Pfarrort war Pauchow. 1843 lebten in den 33 Häusern von Wiekosch einschließlich der aus zwei Höfen bestehenden Siedlung Sprawtschitz 196 Personen. Bis zur Mitte des 19. Jahrhunderts blieb das Dorf der k.k. Herrschaft Königgrätz untertänig.
Nach der Aufhebung der Patrimonialherrschaften bildete Věkoš ab 1849 mit dem Ortsteil Správčice eine Gemeinde im Gerichtsbezirk Königgrätz. Im Jahre 1850 ersuchten die Ortsvorsteher von Věkoš und weiteren Dörfern erfolglos um einen Verbleib unter Königgrätzer Verwaltung, die erste Gemeinderatswahl fand 1851 statt. Nach der verlorenen Schlacht bei Königgrätz mussten am 3. Juli 1866 sämtliche Bewohner beim Rückzug des österreichischen Heeres über die Elbe das Dorf verlassen und waren bis zum 11. Juli in Librantice untergebracht. Nach ihrer Rückkehr errichteten sie zum Dank für die Verschonung des Dorfes vom Krieg ein Kreuz. Ab 1868 gehörte die Gemeinde zum Bezirk Königgrätz. 1872 wurde auf den südlichen Gemeindefluren die Bahnstrecke Königgrätz–Třebechovice errichtet.
Die Freiwillige Feuerwehr wurde 1884 gegründet. 1907 erhielt Věkoš eine elektrische Beleuchtung, den Strom lieferte ein eigenes Kraftwerk mit einem Dieselmotor. Wegen der Überfüllung der Schule in Pouchov wurde 1909 in Věkoš eine eigene Schule errichtet, im selben Jahr eröffnete auch ein Postamt. 1910 begannen die Arbeiten zur Elbregulierung durch die Firma Kress & Bernard, Prag. In den Jahren 1911–1912 entstand die neue Straße nach Plácky einschließlich der Elbbrücke Kameňák. Am 4. April 1914 beschloss der Gemeinderat die Umbenennung der Gemeinde in Věkoše. Nachdem Věkoše mit Pouchov seit Beginn des 20. Jahrhunderts zu einem geschlossenen Bebauungsgebiet zusammengewachsen war, erwiesen sich die alten Gemarkungsgrenzen zwischen beiden Gemeinden als ungünstig; das gesamte neue Wohngebiet östlich des Dorfkernes von Věkoše bis an die Pouchover Friedhöfe gehörte zu Pouchov. Im Jahre 1920 beantragten deshalb Bewohner dieses Gebietes die Angliederung an Věkoše. Ein von der Gemeinde Pouchov angebotener Gebietsaustausch gegen die Věkošer Fluren südlich der Bahnstrecke war für die Gemeinde Věkoše nicht akzeptabel. Schließlich erfolgte eine Einigung über die Abtretung einer Fläche von knapp 20 Hektar an die Gemeinde Věkoše, die damit auch einen anteiligen Betrag der Pouchover Gemeindeschulden von 5000 Kronen übernahm. Beim Zensus von 1921 hatte Věkoše 588 Einwohner und bestand aus 133 Häusern. Im selben Jahr begannen erste Verhandlungen wegen einer Eingemeindung zur Schaffung eines „Groß Königgrätz“; mit Wirkung vom 3. September 1923 wurde Věkoše zum Ortsteil von Hradec Králové.
Zwischen 1927 und 1929 erfolgte der Bau des Flughafens Hradec Králové, der sowohl als Militär- als auch Zivilflugplatz diente. Im Jahre 1929 wurde eine Buslinie über Pouchov und Věkoše aufgenommen. Bei der Volkszählung von 1930 lebten in Věkoše 645 und in Správčice 89 Personen, davon waren 721 Tschechen, 10 Deutsche, 2 Ruthenen und ein Russe. 446 Einwohner waren katholisch, 152 hussitisch, 32 Böhmische Brüder, zwei orthodox, einer griechisch-katholisch und 96 konfessionslos. An der Gemarkungsgrenze mit Pouchov wurde 1936, vornehmlich für die Beschäftigten des Flugplatzes, der Eisenbahnhaltepunkt Hradec Králové zastávka angelegt. Im Zuge der Gebietsreform wurde Věkoše am 1. April 1948 mit Pouchov zu einem Ortsteil Pouchov a Věkoše vereinigt. In den 1950er Jahren wurde der Piletický potok, dessen Lauf die Gemarkungsgrenze zwischen Věkoše und Hradec Králové bildete, im Zuge der Errichtung des Werkes Gumokov nach Norden umverlegt. Am 17. Mai 1954 erfolgte die Abtrennung des Ortsteils Pouchov a Věkoše von der Stadt Hradec Králové zum Okres Hradec Králové-okolí sowie die Teilung in die Gemeinden Věkoše und Pouchov. Bei der Volkszählung vom August 1954 hatte Věkoše 850 Einwohner. 1960 wurden Věkoše, Správčice, Pouchov und Piletice zu einer Gemeinde mit Sitz in Pouchov vereinigt. Am 26. November 1971 erfolgte die erneute Eingemeindung in die Stadt Hradec Králové. Die Grundschule wurde 1974 geschlossen. Am 3. März 1991 hatte der Ort 2748 Einwohner; beim Zensus von 2001 lebten in den 389 Wohnhäusern von Věkoše 2651 Personen.

## Ortsgliederung
Der Ortsteil Věkoše besteht aus den Grundsiedlungseinheiten Správčice (Sprawtschitz), U letiště-západ, U okruhu, Věkoše (Wiekosch) und Za lázněmi.
Der Ortsteil bildet einen Katastralbezirk. Für die Ortsteile Věkoše und Pouchov besteht eine gemeinschaftliche örtliche Selbstverwaltungskommission (Komise místní samosprávy Pouchov-Věkoše).

## Infrastruktur
In Věkoše befinden sich u. a. die Zentrale der städtischen Verkehrsbetriebe Hradec Králové, der Sitz der Hygienestation und der Veterinärverwaltung des Královéhradecký kraj, das städtische Katasteramt Hradec Králové, das Kongresszentrum Aldis und ein Kindergarten. Bedeutende Unternehmen sind die Gummifabrik Rubena (früher Gumokov) und die Waffelfabrik Rolnik Vafle.

## Sehenswürdigkeiten
- Straßenbrücke Kameňák über die Elbe zwischen Plácky und Věkoše, sie wurde in den Jahren 1911–1912 nach Plänen des Wasserbauarchitekten František Sander von der Baufirma František Jirásek aus Hradec Králové für 57.000 Kronen errichtet. Der Jugendstilbau ist als Technisches Denkmal unter Schutz gestellt[6] und wurde zwischen 1998 und 1999 für 7 Mio. Kronen generalsaniert.
- Kreuz und hölzernes Glockentürmchen auf dem Dorfplatz, errichtet 1868
- Kriegerdenkmal vor der Schule, enthüllt 1922
- Abgeworfener Elbarm Ornstova jezera und Baggersee písník pod Ornstovýmí jezery bei Správčice
- Statue des hl. Johannes von Nepomuk in Správčice
- Steinernes Kreuz in Správčice, errichtet 1804